# Martin Lehmann (Jurist)
Martin Lehmann (* 13. Februar 1955 in Minden) ist ein deutscher Jurist und ehemaliger Richter am Bundesgerichtshof.

## Leben
Lehmann begann seinen beruflichen Werdegang im August 1980 in Nordrhein-Westfalen. Er war dort zunächst Richter auf Probe beim Landgericht Bielefeld, beim Amtsgericht Gütersloh, beim Amtsgericht Paderborn und beim Landgericht Paderborn. Von Mai 1982 bis Dezember 1983 erfolgte eine Abordnung an das Justizprüfungsamt beim Oberlandesgericht Hamm. Ende 1983 wurde er zum Richter am Landgericht Paderborn ernannt. Ab März 1990  wurde er an das Oberlandesgericht Hamm abgeordnet und im Dezember 1991 wurde er zum Richter am Oberlandesgericht Hamm ernannt. Nach der Tätigkeit in verschiedenen Zivilsenaten und einem mehrjährigen Einsatz beim Justizprüfungsamt wurde er Vorsitzender Richter in einem für das private Baurecht und immissionsrechtliche Ansprüche aus dem Nachbarrecht zuständigen Senat des Oberlandesgerichtes.
Am 1. April 2010 wurde er im Alter von 55 Jahren Richter am Bundesgerichtshof und dem dort vor allem mit Versicherungsrecht befassten IV. Zivilsenat des Bundesgerichtshofes zugewiesen.
Am 30. November 2020 trat Martin Lehmann in den Ruhestand.